# Straßenbahn Augusta
Die Stadt Augusta im US-Bundesstaat Maine hatte von 1890 bis 1932 einen Straßenbahnbetrieb.

## Geschichte

### Augusta, Hallowell and Gardiner Railroad
Die 1889 gegründete Augusta, Hallowell and Gardiner Railroad eröffnete eine elf Kilometer lange elektrische Überlandstraßenbahn in Normalspur zwischen ihren namensgebenden Orten. Der Abschnitt von Augusta bis zum Depot in Hallowell ging am 26. Juli 1890 in Betrieb, der Endpunkt in Gardiner war am 4. August erreicht. Die Strecke vollführte in Augusta eine große Schleife durch die State Street, Grove Street, Water Street, Bond Street und wieder zur State Street. Die Endstelle befand sich am Bahnhof der Maine Central Railroad. Die Bahn verlief durchgehend bis Gardiner neben der Landstraße und endete in Gardiner ebenfalls nahe dem Bahnhof.
Bereits Ende 1891 wurde die Schleife in Augusta unterbrochen und die Strecke von der Water Street/Bond Street durch die Bond Street und State Street bis zur Ecke State Street/Crosby Lane stillgelegt und abgebaut. Die Gleise wurden stattdessen in die nördliche Water Street eingebaut und die dortige Strecke durch die Northern Avenue bis zur Baumwollfabrik nahe der Mill Street verlängert. Der Abschnitt zwischen Grove Street und Crosby Lane in der State Street wurde durch eine Pendellinie bedient.

### Augusta and Togus Railway
Die am 6. Juni 1900 gegründete Augusta and Togus Railway erhielt die Konzession für eine Strecke zum National Soldiers' Home in Togus. Kurz nach der Konzessionserteilung übernahm die Augusta, Hallowell&Gardiner diese Bahngesellschaft und führte den Bau aus. Die rund neun Kilometer lange Strecke ging am 15. Juni 1901 in Betrieb. Sie zweigte an der Water Street von der bestehenden Strecke ab, überquerte im Zuge der Bridge Street den Kennebec River und führte durch die Cony Street, Stone Street und Hospital Street aus der Stadt hinaus. Von der Hospital Street bog die Strecke kurz vor der Kreuzung Piggery Road ostwärts auf einen eigenen Bahnkörper ab und endete in Togus in der Nähe des Bahnhofs der schmalspurigen Kennebec Central Railroad.

### Augusta, Winthrop and Gardiner Street Railway
Am 1. Juli 1901 wurde die Augusta, Hallowell&Gardiner durch die Lewiston, Winthrop and Augusta Street Railway übernommen, die am 13. Januar 1902 in Augusta, Winthrop and Gardiner Street Railway umbenannt wurde. Der neue Eigentümer plante, eine neue Strecke von Augusta über Winthrop nach Sabattus zu bauen, wo bereits seit dem 26. Juli 1898 eine Überlandstraßenbahn aus Richtung Lewiston endete. Aus unbekanntem Grund entschied man sich jedoch dann, nur bis Winthrop zu bauen, wofür am 24. März 1902 die Konzession erteilt wurde. Die insgesamt 23,5 Kilometer lange Strecke ging abschnittsweise in Betrieb. Am 1. Juli 1902 fuhren die Bahnen bis zur Stadtgrenze von Winthrop, nahe der Siedlung Island Park. Am 19. Juli war Dudley's Crossing erreicht und am 30. Juli wurde der restliche Streckenabschnitt bis in den eigentlichen Ort Winthrop eröffnet. In Augusta zweigte die Strecke an der Kreuzung State Street/Grove Street vom bestehenden Netz ab und führte durch die Western Avenue. Nach etwa drei Kilometern bog die Strecke auf einen eigenen Bahnkörper ab und führte über den Granite Hill nach Manchester, wo sie im Straßenplanum lag. Hinter Manchester begann erneut ein Abschnitt auf eigenem Bahnkörper bis Island Park und von Island Park bis Winthrop. Innerhalb des Ortes Island Park lagen die Gleise in der Landstraße. Die Gesamtgleislänge des Netzes betrug nun 44,915 Kilometer.

### Nicht verwirklichte Planungen
Im ersten Jahrzehnt des 20. Jahrhunderts wurden mehrere Bahngesellschaften im Umfeld von Augusta gegründet, die Konzessionsanträge beim Bundesstaat Maine einreichten, diese jedoch verfallen ließen. Dies waren im Einzelnen:
- 1902 Augusta and Waterville Railway (über East Vassalboro, Winslow) (später jedoch gebaut, siehe unten)
- 1902 Augusta and Oakland Railway (über Sidney, Belgrade)
- 1902 Gardiner Street Railway (Stadtlinie in Gardiner nach South Gardiner)
- 1903 Lewiston and Kennebec Railroad (von Gardiner nach Lewiston über West Gardiner, Litchfield, Monmouth, Wales und Webster) (teilweise später gebaut, siehe unten)
- 1906 Augusta, Oakland and Waterville Railway (nach Oakland über Sidney, aber nicht über Belgrade)
- 1906 Gardiner, Richmond and Topsham Street Railway (von Gardiner nach Topsham über Richmond und Bowdoin)

### Lewiston, Augusta and Waterville Street Railway
Am 24. April 1907 wurde die Augusta, Winthrop&Gardiner durch die Lewiston, Augusta and Waterville Street Railway aufgekauft, der auch die Straßenbahn Lewiston/Auburn und die Straßenbahn Bath gehörte. Sie wollte nun endlich die bereits 1902 geplante Verbindung nach Waterville herstellen. Sie kaufte daher auch die Augusta and Waterville Railway und deren Konzession für die Strecke über East Vassalboro und Winslow, die von der Regierung erneuert wurde. Gleichzeitig beantragte und erhielt man auch die Konzession für die Verbindung mit dem Netz in Lewiston bei Sabattus, jedoch nicht über Winthrop, wie 1900 geplant, sondern über Gardiner. Am 12. Juni 1907 wurde diese Konzession erteilt. Die beiden Strecken gingen abschnittsweise wie folgt in Betrieb:
- 27. Juni 1908: East Vassalboro–Winslow
- 13. Juli 1908: Gardiner–New Mills Village
- 15. September 1908: New Mills Village–Sabattus
- 21. November 1908: Augusta–East Vassalboro
- 15. Dezember 1909: Winslow–Waterville

In Augusta begann die neue Strecke an der Ecke Cony Street/Bangor Street an der Linie nach Togus und führte durch die Bangor Street nordwärts. Über teilweise eigenen Bahnkörper erreichte sie East Vassalboro, ab wo sie auf der Straße bis Waterville führte. In Waterville bestand eine Gleisverbindung zur dortigen Straßenbahn.
Am 23. November 1910 eröffnete die Bahngesellschaft eine neue gemeinsam mit der Stadt Augusta, dem Staat Maine und der Maine Central Railroad gebaute Brücke der Grove Street in Augusta über die Bahnstrecke Brunswick–Skowhegan und konnte so den verspätungsanfälligen Bahnübergang beseitigen. Der andere Bahnübergang zwischen Augusta und Gardiner blieb jedoch bestehen.
Die Pendellinie in Augusta entlang der State Street stellte 1918 ihren Betrieb ein und die 975 Meter lange Strecke von der Grove Street zur Crosby Lane wurde stillgelegt. Der Gleiszustand hatte sich so verschlechtert, dass die Strecke aufwändig hätte saniert werden müssen.

### Androscoggin and Kennebec Railway
Nach dem Konkurs der Bahngesellschaft wurde diese am 30. September 1919 in Androscoggin and Kennebec Railway umgegründet. Nachdem die Fahrgastzahlen rapide sanken, die Fahrpreise erhöht werden mussten, um die Kosten zu decken, die Gleislage sich verschlechterte und die Stadt die Western Avenue ausbauen wollte, legte die Bahn am 23. August 1928 die Linie nach Winthrop still. Ende 1931 wollte der Bundesstaat Maine die heutige Route 201 von Augusta nach Waterville ausbauen. Die Straßenbahn war hierfür im Weg und hätte aufwändig auf eine neue Trasse verlegt werden müssen. Man entschied sich daher für die Stilllegung des Gesamtbetriebs. Am 31. Juli 1932 fuhren die letzten Straßenbahnen durch Augusta, die verbleibenden Linien nach Gardiner und Togus sowie die Linie Lewiston–Waterville wurden an diesem Tag eingestellt und die Gleise kurz darauf abgebaut.